# Kekchi
Kekchi (zwani też Qʼeqchiʼ) – plemię Majów z Gwatemali, obecne również w Belize. Ich populację szacuje się na ponad 1 milion, a rodzimym językiem jest kekczi. Są największą grupą językową Majów w Gwatemali.
Ich głównym zajęciem jest rolnictwo, w tym uprawa kukurydzy i fasoli. Domy budują ze strzechy i tyczek, bez okien, a za łóżka służą im hamaki. W większości nawróceni na katolicyzm, jednak kult przedchrześcijańskich bóstw jest dobrze zachowany, a najważniejszym z nich jest Tzultacaj (Tzuultaq'ah), bóg gór i dolin.

## Historia
Terytorium przodków Kekchi biegnie od Cobán i góry Xucaneb na zachodzie, wzdłuż dolin rzek Sierra Yalijux i Cahabón na wschód do Lanquín i góry Itzamna na wschodzie. Kiedy przybyli Hiszpanie, Kekchi byli mało znaczącą ludnością Majów w regionie. Historycznie Kekchi byli ludem górskim, marginalizowanym przez silniejsze grupy: Chol, Lakandon i Acala. W ciągu ostatnich stu lat liczba mieszkańców Kekchi znacząco wzrosła. Wyemigrowali (lub zostali wysiedleni do prac plantacyjnych) na niziny Izabal i Belize, a następnie na niziny w północnej Alta Verapaz i Petén.